# Eriksen (gruppo musicale)
Gli Eriksen erano un duo musicale attivo dal 1989 al 1999 e formato dalla cantante Rita Eriksen e dal cantante e chitarrista Frank Eriksen, fratello e sorella.

## Carriera
Gli Eriksen sono saliti alla ribalta nel 1992 con il loro album di debutto Two Blue, che ha raggiunto l'8ª posizione nella classifica norvegese e che ha fruttato al duo un premio Spellemann, il principale riconoscimento musicale norvegese, nella categoria dedicata al roots rock.
Sono inoltre stati candidati al premio per il gruppo dell'anno nel 1994 e nel 1995, rispettivamente per il secondo e per il terzo album The Water Is Wide e Alt vende tebage, che hanno raggiunto il 6º e il 3º posto nella classifica nazionale. Meno fortunato è stato il quarto disco Blåmandag (1998), che si è fermato alla 40ª posizione e che è stato seguito dallo scioglimento del sodalizio.
Nel 2009 gli Eriksen hanno raggiunto il 1º posto della classifica norvegese grazie alla raccolta De aller beste. Nel corso della loro carriera hanno venduto 170.000 dischi a livello nazionale.

## Discografia

### Album
- 1992 – Two Blue
- 1994 – The Water Is Wide
- 1995 – Alt vende tebage
- 1998 – Blåmandag

### Raccolte
- 2009 – De aller beste

### Singoli
- 1992 – Movin' Time/Time and Time Again
- 1992 – Please Let Me Know You're Mine/Comin' Down in The Rain
- 1994 – Sønnavindvalsen
- 1994 – The Water Is Wide
- 1994 – Who's Fooling Who
- 1995 – Kanarifoggelens sang
- 1995 – Bedemaens dotter
- 1998 – Fina veret og flade veien